# Peuralampi (sjö i Mellersta Finland)
Peuralampi är en sjö i Finland. Den ligger i kommunen Kyyjärvi i landskapet Mellersta Finland, i den centrala delen av landet, 300 km norr om huvudstaden Helsingfors. Peuralampi ligger 172 meter över havet. Den är 1,9 meter djup. Arean är 35,9 hektar och strandlinjen är 2,47 kilometer lång. Sjön  ingår i Kymmene älvs huvudavrinningsområde.   I omgivningarna runt Peuralampi växer i huvudsak blandskog.